# Добрятин
Добря́тин — село в Україні, у Млинівській селищній громаді Дубенського району Рівненської області. Населення становить 514 осіб.
Дідичем села був, зокрема, Василь Семашко гербу Лебідь.
Село, до 2016 центр однойменної сільської ради, знаходиться на відстані 9 км від  центру громади (смт. Млинів), 37 км від залізничної станції та районного центру Дубно та 59 км від обласного центру (м. Рівне). Розташоване на правому березі р. Іква, у зоні лісостепу.
У далекому минулому центральна вулиця села з обох боків була обставлена коленим дубом, який називається частоколом, або іще тином. Він був високий та міцний. Одне слово, добрий тин. Звідси, можливо, і походить назва села Добрятин.
Однак науковець з Рівного, кандидат філологічних наук Я. О. Пура стверджує, що оповідь про легендарного Добряту, який нібито спорудив тут оборонний форпост на підступах до фортечної Муравиці, сприймається ймовірніше. А можливо, це історичний факт. Таким чином, за Пурою Добрятин – це назва, що утворена від старовинного імені Добрята. До 1930 року село мало офіційну назву - Добратин.
В «Актах, отсносящиеся к истории Южной и Западной России, собраные Археологическою комиссиею (1863-1877)»  є запис «дали…Добрятинҍ на Иквҍ», який датується 1452 роком. В описі Луцького замку від 1545 р. село згадується як «городня Добратиня», власність Петра Семашка. В 1566 р. було власністю райці (радного) Василя Лукашевича. З акта 1579 року  можна дізнатися, що Добрятин було закладено братами Ярошем, Петром і Василем Семашками з усіма доходами князю Андрію Курбському. Його дружина – Олександра Петрівна (до шлюбу Семашко), після смерті князя не виконала його волі і віддала Добрятин своєму брату Василеві. У к.XVII ст. Францишек Ледуховський, каштелян волинський, мав за дружину Хелену Семашко з Добрятина.
В деяких архівах згадується, що в 1583 р. нараховувало 29 дворів.
В 1671 р. маєток перейшов до Лінчевських від волинського каштеляна Яна-Франціска Любовицького.
На початку XVIII століття село належало панам Чарнецьким, пізніше стало власністю Потоцьких, а в 1911 р. – Менчинських. В Добрятині було 25 курганів, а в центрі поселення – чотирикутне земляне укріплення (колись це був замок Пузинів).
В 1857 р. частину земель захопив поміщик Мільчинський.

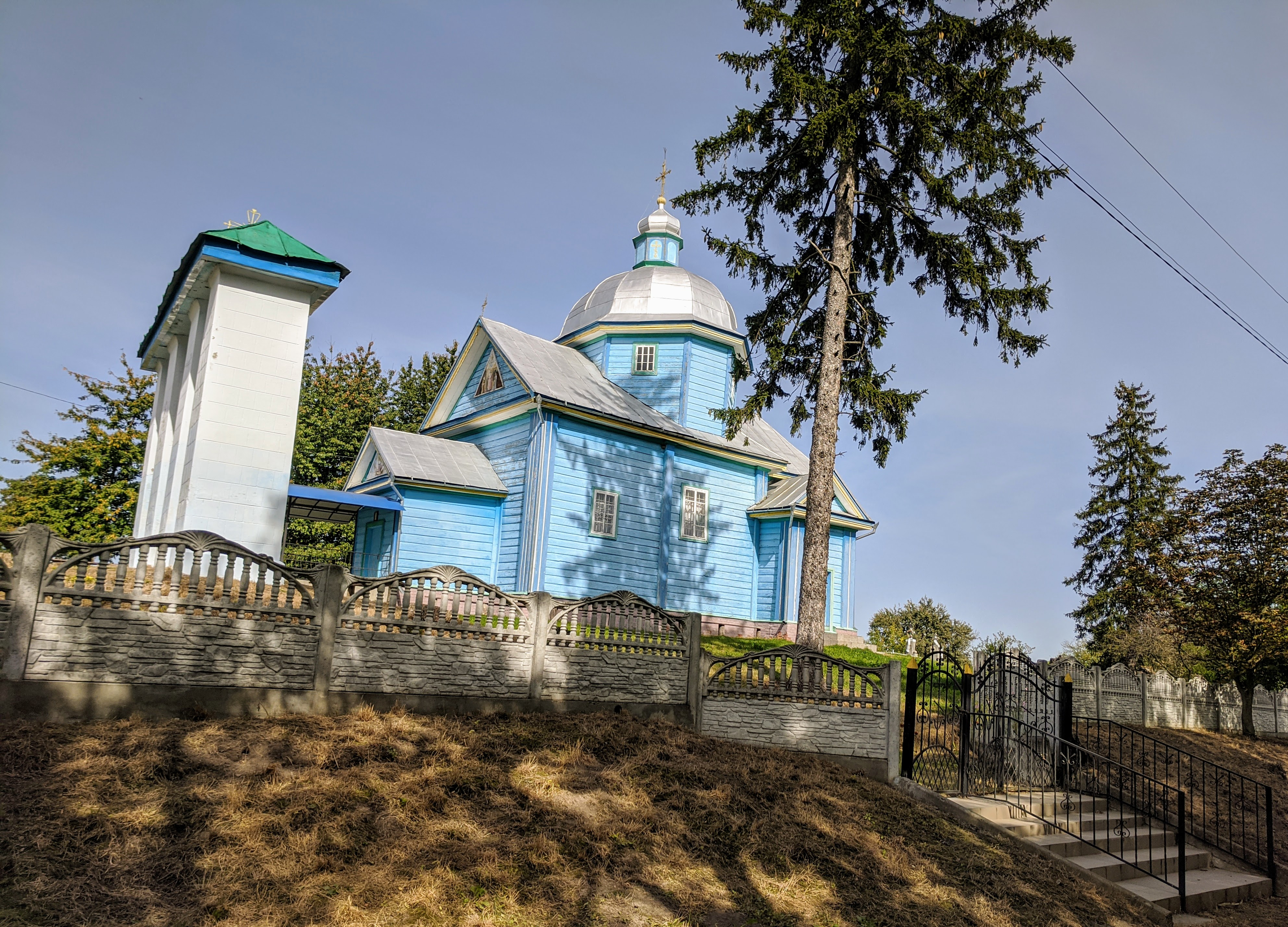
Покровська церква (дер.), с.Добрятин,

На кінець ХІХ ст. в селі було 88 дворів і 780 жителів, дерев’яна церква на ім’я Покрови Пресвятої Богородиці з церковно-приходською школа, у якій навчалися лише хлопчики (заснована у вересні 1877 р.) та дзвіниця на камінних стовпах.
На початку ХХ ст. за Добрятином закріплювалося 500 десятин. З них 200 десятин належало панській сім’ї Мільчинських, 100 десятин – заможним селянам, решта – середнякам та біднякам.
7 (20) листопада 1917 року, відповідно до Третього Універсалу Української Центральної Ради, увійшло до складу Української Народної Республіки.
У 1918-1921 роках, під час Визвольних змагань, влада у селі змінювалась кілька разів. Влада перейшла під контроль Польщі.
Шукаючи кращої долі, чимало жителів виїхало в Аргентину, Канаду та інші країни.
У 1940 р. в селі було відкрито семирічну школу. Перед війною в Добрятині була гарна садиба Мільчинських та католицька каплиця, пізніше зруйновані у воєнні роки.
27 червня 1941 р. село окуповане нацистами. Під тиском загарбників було організовано українську поліцію, основна частина яких пізніше перейшла до загонів УПА. Місцеве населення було задіяне в роботі по вивезення з лісу «буців» (лісоматеріалу) до залізничної станції в Дубно. Непокірливих селян відправляли на примусові роботи до Німеччини. Таким чином 64 чоловіка стали остарбайтерами, 70 мешканців села воювали за комуністів на фронті, 33 з них загинули. Їх пам'ять вшановано обеліском. В листопаді 1944 р. тут перебував загін Сидора Ковпака.
В березні 1944 р. село відвоювали у німецьких загарбників. В 1948 р. створено колгосп ім. Леніна. Перший голова  - Ходзюк В. Ю. В 1963 р. господарство перейменували у «Жовтневий». На 1 січня 1963 р. у Добрятині нараховувалось 536 дворів, населення – 1769 осіб.
На території села знаходиться природоохоронний заповідник с. Добрятин та архітектурна пам’ятка - Свято-Покровська автокефальна церква.
Серед народних умільців – вишивальниці Кощук О. В., Варійчук Л. Т., Катеринич Р. Г., Мідзьоха Л. П. Доброї слави зажила фермерська сім’я братів Черепушків. На території села в даний час функціонують агроформування ВСК «Прогрес» та ПП «Агро-Експрес-Сервіс».
Сільраді підпорядковані села Новино-Добрятин, Остріїв, Тавневе. Є фельдшерсько-акушерський пункт, філія загальноосвітньої школи І-ІІІ ступеня, бібліотека, будинок культури, відділення зв’язку, 4 магазини. Населення становить 514 осіб, дворів – 223.
12 червня 2020 року, відповідно до розпорядження Кабінету Міністрів України № 722-р від «Про визначення адміністративних центрів та затвердження територій територіальних громад Рівненської області», увійшло до складу Млинівської селищної громади.
19 липня 2020 року, в результаті адміністративно-територіальної реформи та ліквідації Млинівського району, село увійшло до складу Дубенського району.

## Пам'ятки
Неподалік від села розташований гідрологічний заказник Урочище «Добрятин».

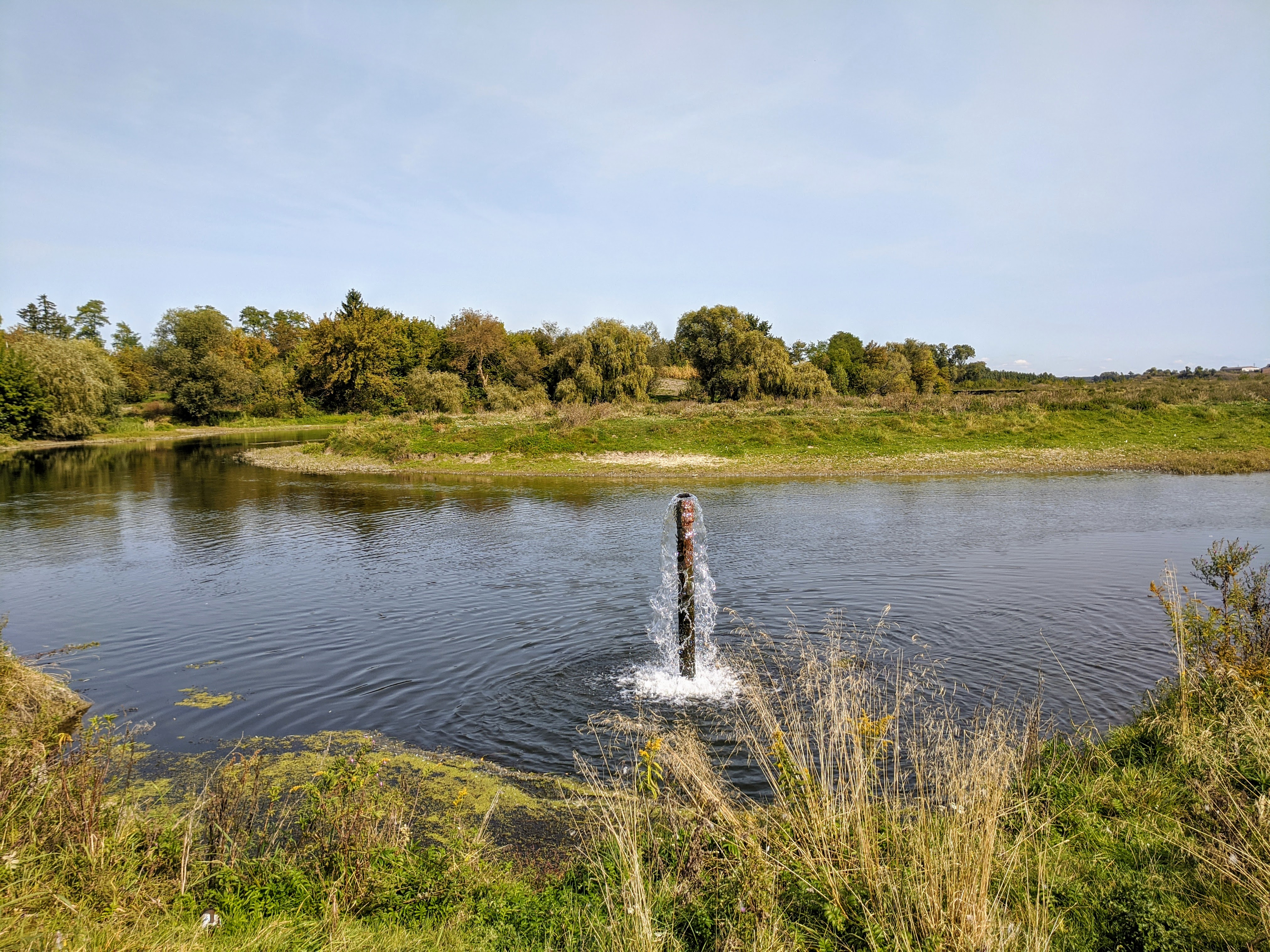
Джерело на околиці села

На околиці села у руслі р. Іква знаходиться штучний фонтан, з якого постійно б'є мінеральна вода. Вихід підземних вод залишився після розвідувальних робіт геологів, які шукали нафту. Джерело є місцевою цікавинкою.

## Список використаних джерел
1.  Добрятин // Пура Я. Походження назв населених пунктів Ровенщини. – Львів : Світ, 1990 . – С. 66
2.Добрятин  // Цимбалюк Є. Млинівщина на межі тисячоліть: Фрагменти літопису від давнини до сьогодення. – Луцьк: Волинська обласна друкарня, 2001. – С. 69-71
3. Добрятин  // Цимбалюк Є. Млинівщина: погляд у минуле: Історичні дані, перекази та легенди про походження назв населених пунктів Млинівського району. – Рівне: Редакційно-видавничий відділ облуправління по пресі, 1991. – С. 13